# Amadeo Carrizo
Amadeo Raúl Carrizo (Rufino, 12 giugno 1926 – Buenos Aires, 20 marzo 2020) è stato un calciatore e allenatore di calcio argentino, di ruolo portiere.
Nella classifica stilata dall'IFFHS risulta tra i dieci migliori portieri nella storia del calcio.

## Carriera
Vinse sette campionati con la maglia del River Plate: 1945, 1947, 1952, 1953, 1955, 1956 e 1957.
Partecipò al campionato del mondo 1958 e fu uno dei protagonisti del primo grande titolo internazionale dell'Argentina, la Taça das Nações del 1964 in Brasile.

## Palmarès

### Giocatore

#### Competizioni nazionali
- Campionato argentino: 7

River Plate: 1945, 1947, 1952, 1953, 1955, 1956, 1957
- Copa Ibarguren: 1

River Plate: 1952